# Fabio Reinhart
Fabio Reinhart (* 23. März 1942 in Bellinzona) ist ein Schweizer Architekt, emeritierter Universitätsprofessor und Hauptvertreter der Tessiner Architekturschule.

## Werdegang
Fabio Reinhart studierte bis 1969 Architektur an der ETH Zürich und führte mit Bruno Reichlin ein Architekturbüro in Lugano (1970–1990). Reichlin Reinhart arbeiten mit Bétrix & Consolascio zusammen (1976–1982). Reinhart lehrte als Assistent bei Gastprofessor Aldo Rossi an der ETH Zürich (1972–1974), als Assistenz- und Gastprofessor an der ETH Zürich (1983–1991) und als Professor an der Gesamthochschule Kassel (1987).
Die Architektursprache war durch Aldo Rossi beeinflusst.

## Bauwerke
- 1974: Tonini Haus, Torricella-Taverne
- 1976: Sartori Haus, Riveo
- 1975–1979: Chiesa di San Carlo Borromeo, San Carlo
- 1981: Umbau des Teatro Carlo Felice, Genua
- 1983, 1987–1990: Fabrik, Coesfeld-Lette mit Santiago Calatrava
- 1979–1989: Croci Haus, Mendrisio
- 1990: Autobahn-Hotel, Bellinzona

## Ehemalige Assistenten
- Santiago Calatrava
- 1986–1987: Valerio Olgiati
- 1983–1986: Luca Ortelli
- Franco Pessina
- 1983–1991: Miroslav Šik
- 1986–1991: Daniel Studer